# Philiolaus divaricata
Philiolaus divaricata är en fjärilsart som beskrevs av Riley 1928. Philiolaus divaricata ingår i släktet Philiolaus och familjen juvelvingar. Inga underarter finns listade i Catalogue of Life.